# Yolbaşı, Midyat
Yolbaşı là một thị trấn thuộc huyện Midyat, tỉnh Mardin, Thổ Nhĩ Kỳ. Dân số thời điểm năm 2010 là 3.922 người.